# Яніна (видавництво)
Яніна — видавництво краєзнавчої літератури в місті Біла Церква. Директор — Олександр Пшонківський.
Видавництво підготувало, зокрема, до друку переклад українською мовою першої праці відомого польського дослідника України Едварда Руліковського «Опис Васильківського повіту» («Opis powiatu Wasilkowskiego»), яка вийшла січні 2016 року.

## Відзначені книги
Книга Леоніда Войтовича «Княжа доба на Русі: портрети еліти» увійшла до 13-ти найкращих книг 13-го Форуму Видавців у Львові, а також посіла третє місце на конкурсі «Книжковий дивосвіт України» (Київ) у номінації «Краще наукове та науково-популярне видання».
Наступні книги отримали спеціальні відзнаки в конкурсі «Найкраща книга Форуму 2011»:
- Євген Чернецький, Анатолій Бондар. Українське село: Родовідна книга Красного та Затиші на Білоцерківщині. — Біла Церква: Видавець Олександр Пшонківський, 2011.
- Леонтій Войтович. Галицько-Волинські етюди. — Біла Церква: Видавець Олександр Пшонківський, 2011.